# Station agronomique de Saint-Augustin
La station agronomique de Saint-Augustin est une station de recherche en agriculture localisée à Saint-Augustin-de-Desmaures au Québec.
Ces terres agricoles ont été acquises en 1963 par l’Université Laval pour l’enseignement et la recherche de la Faculté d’agriculture.  Agriculture et Agroalimentaire Canada s’y est joint ultérieurement et la station est maintenant une coopération des deux entités.  
D’une superficie de 280 hectares, dont 70 en boisé, le terrain s’étend de la route 138 aux rives du fleuve Saint-Laurent. Le domaine fait partie des basses-terres du Saint-Laurent et se divise en trois terrasses étagées en gradins successifs. La première terrasse comprend le rivage du fleuve et les basses terres d’une altitude d’une dizaine de mètres, la seconde a une altitude d’environ 25 mètres et la troisième a une altitude d’environ 60 mètres et comprend les bâtiments de ferme et de recherche près de la route,.

## Réserve naturelle de la Station-Agronomique-de-l’Université Laval
En 2015, la réserve naturelle de la Station-Agronomique-de-l’Université Laval, située dans la partie boisée de la station en bordure du fleuve et d’une superficie de près de 14 hectares, est reconnue. Plusieurs espèces floristiques et fauniques menacées ou susceptibles de l'être y ont été observées, notamment la chauve-souris argentée, la cicutaire de Victorin (Cicuta maculata var. victorinii), l'arisème dragon et le noyer cendré.